# The Weakerthans
The Weakerthans to grupa powstała w 1997 roku w Winnipeg. Muzyka tworzona przez Weakerthans określana jest jako folk punk. Wokalista zespołu jest byłym basistą anarchopunkowej grupy Propagandhi.

## Dyskografia
- 1997: Fallow
- 2000: Left and Leaving
- 2001: Watermark EP
- 2003: Reconstruction Site
- 2007: Reunion Tour